# Anthophora hanseni
Anthophora hanseni är en biart som beskrevs av Morawitz 1883. Anthophora hanseni ingår i släktet pälsbin, och familjen långtungebin. Inga underarter finns listade i Catalogue of Life.